# William Palacios
William Enrique Palacios González (Bahía Solano, 21 luglio 1994) è un calciatore colombiano, attaccante del Torre Fuerte.

## Carriera

### Club
Ha giocato nella massima serie dei campionati colombiano, costaricano, peruviano, messicano, paraguaiano e guatemalteco, e nella seconda divisione argentina.